# Pogonopygia conspicuaria
Pogonopygia conspicuaria là một loài bướm đêm trong họ Geometridae.